# Curarea
Curarea Barneby & Krukoff – rodzaj roślin z rodziny miesięcznikowatych (Menispermaceae). Obejmuje co najmniej 5 gatunków występujących naturalnie w Ameryce Południowej.

## Systematyka
Pozycja systematyczna według APweb (aktualizowany system APG III z 2009)
Rodzaj z rodziny miesięcznikowatych (Menispermaceae).
Wykaz gatunków
- Curarea candicans (Rich. ex DC.) Barneby & Krukoff
- Curarea crassa Barneby
- Curarea cuatrecasasii Barneby & Krukoff
- Curarea tecunarum Barneby & Krukoff
- Curarea toxicofera (Wedd.) Barneby & Krukoff